# Cashibo-Cacataibo jezik
Cashibo-Cacataibo jezik (ISO 639-3: cbr), zapadnopanoanski jezik kojim govore pripadnivci istoimenih indijanskih plemena Cacataibo i Cashibo nastanjeni uz rijeke Aguaytía, San Alejandro i Súngaro u Peruu.
U Peruu je kao i svi ostali jezici služben. Uči se u osnovnim školama. Postoje 3 dijalekta, cacataibo de mariscal, cacataibo de sinchi roca i cashibo. Oko 5 000 govornika (1999). neke žene preko 50 godina su monolingualne.

## Vanjske poveznice
- Ethnologue (14th)
- Ethnologue (15th)